# Ve législature des Cortes d'Aragon
La Ve législature des Cortes d'Aragon est un cycle parlementaire des Cortes d'Aragon, d'une durée de quatre ans, ouvert le 7 juillet 1999, à la suite des élections du 13 juin précédent, et clos le 1er avril 2003.

## Bureau
| Poste                  | Titulaire       | Parti | Parti | Circonscription |
| ---------------------- | --------------- | ----- | ----- | --------------- |
| Président              | José María Mur  |       | PAR   | Saragosse       |
| Premier vice-président | Isidoro Esteban |       | PSOE  | Teruel          |
| Second vice-président  | Ignacio Palazón |       | PP    | Saragosse       |
| Premier secrétaire     | Bizén Fuster    |       | CHA   | Huesca          |
| Second secrétaire      | José Sierra     |       | PP    | Huesca          |

## Groupes parlementaires
| Nom | Nom                        | Début | Fin | Porte-parole                                                          |
| --- | -------------------------- | ----- | --- | --------------------------------------------------------------------- |
|     | Groupe populaire           | 28    | 28  | Mesías Gimeno Gustavo Alcalde (31/01/2001) Manuel Guedea (25/05/2001) |
|     | Groupe socialiste          | 23    | 23  | Francisco Pina                                                        |
|     | Groupe aragonais           | 10    | 10  | José Ángel Biel Blanca Blasco (07/09/1999)                            |
|     | Groupe Union aragonaisiste | 5     | 5   | Chesús Bernal                                                         |
|     | Groupe mixte               | 1     | 1   | Jesús Lacasa                                                          |

## Commissions parlementaires
| Commission                                                 | Président                      | Parti | Parti | Circonscription |
| ---------------------------------------------------------- | ------------------------------ | ----- | ----- | --------------- |
| Commissions permanentes législatives                       |                                |       |       |                 |
| Commission institutionnelle                                | Emilio Eiroa                   | PAR   |       | Saragosse       |
| Commission institutionnelle                                | José Bescós (17/09/2002)       | PAR   |       | Saragosse       |
| Commission de l'Économie et des Budgets                    | Manuel Giménez                 | PP    |       | Huesca          |
| Commission de l'Économie et des Budgets                    | José Lacasa (10/04/2000)       | PP    |       | Saragosse       |
| Commission de l'Économie et des Budgets                    | Vicente Atarés (06/06/2000)    | PP    |       | Saragosse       |
| Commission de l'Aménagement territorial                    | Juana Barreras                 | PSOE  |       | Teruel          |
| Commission agraire                                         | José Laplana                   | PSOE  |       | Huesca          |
| Commission de l'Industrie, du Commerce et du Développement | Javier Allué                   | PAR   |       | Saragosse       |
| Commission de la Santé et des Affaires sociales            | José García                    | PSOE  |       | Saragosse       |
| Commission de l'Éducation                                  | Pedro García                   | PSOE  |       | Saragosse       |
| Commission de l'Environnement                              | Miguel Pamplona                | PAR   |       | Teruel          |
| Commission de la Culture et du Tourisme                    | Monserrat Costa                | PAR   |       | Huesca          |
| Commissions permanentes non-législatives                   |                                |       |       |                 |
| Commission du Règlement et du Statut des députés           | José María Mur                 | PAR   |       | Saragosse       |
| Commission des Pétitions et des Droits humains             | Mercedes Gallizo               | PSOE  |       | Saragosse       |
| Commission des Pétitions et des Droits humains             | Marcelino Artieda (07/04/2000) | PSOE  |       | Saragosse       |

## Gouvernement et opposition
| Candidat                  | Date                                       | Vote       |    |      |     |     |    | Résultat |
| Candidat                  | Date                                       | Vote       | PP | PSOE | PAR | CHA | IU | Résultat |
| Marcelino Iglesias (PSOE) | 29 juillet 1999 (majorité absolue requise) | Oui        |    | 23   | 10  |     | 1  | 34 / 67  |
| Marcelino Iglesias (PSOE) | 29 juillet 1999 (majorité absolue requise) | Non        | 28 |      |     |     |    | 28 / 67  |
| Marcelino Iglesias (PSOE) | 29 juillet 1999 (majorité absolue requise) | Abstention |    |      |     | 5   |    | 5 / 67   |

## Désignations

### Sénateurs
| Parti | Parti | Sénateurs désignés     | Voix |
| ----- | ----- | ---------------------- | ---- |
| PP    |       | Santiago Lanzuela      | 36   |
| PSOE  |       | Francisco Catalá Pardo | 31   |

- Désignation : 23 septembre 1999.
- Santiago Lanzuela (PP) est remplacé en mars 2000 par Manuel Giménez Abad par 36 voix favorables.
  - Manuel Giménez (PP) est remplacé en juin 2001 par Sebastián Contín Pellicer par 33 voix favorables.